# Herman Willem van der Weele
Herman Willem van der Weele (8 oktober 1879 - Batavia (Nederlands-Indië), 29 augustus 1910) was een Nederlands entomoloog. Hij was de enige zoon van de kunstschilder Herman Johannes van der Weele.
Hij studeerde natuurhistorische wetenschappen aan de Leidse hogeschool, en werd in 1900 benoemd tot leraar in de natuurlijke historie. Hij studeerde echter verder aan de universiteit van Bern, waar hij promoveerde onder professor W. Studer met een dissertatie over Morphologie und Entwicklung der Gonapophysen der Odonaten (1905). Hij werd daarna tweede conservator van de afdeling entomologie aan het Rijksmuseum van Natuurlijke Historie te Leiden. In 1909  ging hij naar Nederlands-Indië, waar hij benoemd was als entomoloog bij 's Rijks Kina-ondernemingen te Bandoeng (Rubiaceae: Chinchona). Hij  overleed er echter het volgende jaar aan de gevolgen van cholera.
Zijn belangrijkste wetenschappelijke werk betreft de netvleugeligen en grootvleugeligen, waarvan hij talrijke nieuwe taxa heeft beschreven. Hij is onder meer de auteur van de geslachten Neopanorpa, Protohermes, Acanthacorydalis en Chrysocerca.